# چراگاه
چراگاه (به انگلیسی: Pasture)، زمینی است که از آن برای چرا استفاده می‌شود. چراگاه‌ها زمین‌های محدودی هستند که در آن دام‌های اهلی همچون اسب، گاو، گوسفند یا خوک اهلی به چرا می‌پردازند. علوفه، اکثر گونه‌های چمنیان، برخی حبوبات و برخی از علف‌های هرز زندگی گیاهی غالب در چراگاه‌ها را تشکیل می‌دهند. چراگاه‌ها غالباً در تابستان مورد استفاده قرار می‌گیرند که متفاوت از مرغزارها هستند که از آن برای چیدن علف و تولید یونجه خشک برای زمستان استفاده می‌شود.
در مفهوم گسترده‌تر چراگاه‌ها به مراتع و دیگر سیستم‌های چراگاهی و مناطقی که توسط حیوانات وحشی برای چرا انتخاب شده، گفته می‌شود.